# Francis Mvemba
 (septembre 2024).
 (septembre 2024).
Pour les articles homonymes, voir Mvemba.
Francis Mvemba, né le 03 avril 1982, au Zaïre, est un homme politique et homme d'affaires congolais. Il est candidat à l'élection présidentielle de 2018.

## Biographie
Francis Mvemba est né au Zaïre, avant d'immigrer en France avec sa famille. Il a grandi dans la cité des Tarterêts à Corbeil-Essonnes. Il a commencé à jouer au football, mais sa carrière a pris fin à cause d'une blessure au ménisque en 2005. Cette même année, il crée une entreprise de transport, mais dépose le bilan en 2008. Il décide alors de revenir à son pays d’origine où il commence à travailler dans l’extraction et la vente de diamants et d’or.
En 2010, il s'associe à un homme d'affaires suisse pour fonder Eufrasia qui vend les pierres brutes en Europe à des joailliers qui se chargent de les tailler. Il raconte sa première rencontre avec cet homme d'affaires suisse à travers un litige financier qu'il l'a aidé à résoudre en mettant la personne impliquée « face à ses contradictions» afin de récupérer la somme due.
Il réside actuellement entre Monaco et la République démocratique du Congo.

## Entrepreneuriat
Francis Mvemba fonde en 2005 la société Lefranc Services, basée en région parisienne et spécialisée dans le transport routier et le fret de proximité. Elle est clôturée en 2009 pour insuffisance d'actifs et son dirigeant déclaré en faillite personnelle.
Il crée ensuite en 2008 la société Promeyus Europe GmbH, basée à Hambourg et spécialisée dans l'import/export. La société est dissoute le 9 août 2010 à la suite d'une clôture pour insuffisance d'actifs.
La société Eufrasia Capital Limited est fondée en 2013 et Francis Mvemba y est nommé directeur fin 2013. Il démissionne de ses fonctions en 2016, dans le but de se consacrer pleinement à sa carrière politique. La société est dissoute le 17 mars 2020.
Francis Mvemba est également partie prenante dans le monde associatif en fondant en 2018 l'association luxembourgeoise "PEC" ayant pour objet de "promouvoir le développement régional des ressources humaines et de l’économie sociale favorisant l’assistance des populations de la République Démocratique du Congo"

## Philanthropie
En 2014, Francis Mvemba crée la Fondation Eufrasia afin de sortir les femmes et les enfants de la rue[source insuffisante].

## Engagement politique
En 2016, il fonde le Parti Émergence du Congo (PEC) et il est candidat à l'élection présidentielle congolaise de 2018 où il obtient 0,08% des suffrages.